# بلير تشينويث
بلير تشينويث (بالإنجليزية: Blair Chenoweth)‏ هي راقصة أمريكية، ولدت في 3 نوفمبر 1981.